# Alekszej Gennagyjevics Szmertyin
Alekszej Gennagyjevics Szmertyin (Barnaul, Szovjetunió, 1975. május 1. –) orosz válogatott labdarúgó.
Jól képzett és sokoldalú játékos volt, a védelem és a középpályás sor bármelyik pontján bevethető. Pályafutása során orosz, francia és angol klubcsapatokban játszott. 1998-tól 2006-ig 55 alkalommal lépett pályára az orosz nemzeti csapatban, amelynek egy időben csapatkapitánya is volt. Részt vett a 2002-es világbajnokságon és a 2004-es Európa-bajnokságon. 2008-ban fejezte be az aktív játékot, majd politikai karrierbe kezdett. Ma a Gyinamo Moszkva helyettes ügyvezető igazgatója.

## Pályafutása
Alekszej Szmertyin a Szovjetunióban született, Barnaul városában és karrierjét alacsonyabb osztályú, amatőrcsapatokban kezdte. Bátyja, Jevgenyij Szmertyin szintén profi labdarúgó volt. 2003 augusztusában Claudio Ranieri kérésére igazolta le a Chelsea a francia Girondins Bordeauxtól, ahol azt megelőzően három idényt töltött. A londoni csapat 3 400 000 eurót fizetett érte. A 2003-04 szezonban kölcsönadták a Portsmouth csapatának. A Fratton Parkban több jó mérkőzése is volt, teljesítményével nagyban hozzájárult például a Manchester United 1-0-s legyőzéséhez is. A szezon végén visszatért a Chelseahez, ahol ekkor már José Mourinho volt a menedzser és akinek a rendelkezésére állt a középpályán Frank Lampard, Claude Makélélé, Tiago Mendes, Geremi és Scott Parker is. Smertyin bár tagja volt a bajnokságot megnyerő csapatnak, sok lehetőséget nem kapott a szezon során, összesen 16 bajnokin kapott lehetőséget. Ebben az idényben szerezte egyetlen gólját Chelsea-mezben, az FC Porto 3-1-es legyőzésekor volt eredményes a Bajnokok Ligájában.
A 2005-06-os szezont ismét kölcsönben töltötte, ezúttal a Charlton Athleticnél. Itt többnyire a kezdőcsapatban szerepelt, azonban 2006 márciusában a Gyinamo Moszkva 1 000 000 euróért leszerződtette. Összesen 22 bajnokin lépett pályára a Dinamónál és nagyszerű középpályás sort alkotott Maniche-sal, Júrkasz Szeitarídisszel és Francisco Limával. Az idény végén visszatért Angliába, és két és féléves szerződést írt alá a Fulham FC-hez. A  2007-08-as szezon jól kezdődött számára, de idővel Danny Murphy kiszorította a kezdőcsapatból és sérülések is hátráltatták a játékban. 2008. augusztus 30-án Roy Hodgson kijelentette, hogy nem számít a játékára, másnap pedig felbontották a szerződését.
Az orosz válogatottban 1998-ban mutatkozott be egy Izland elleni 1-0-s vereség alkalmával. Összesen 55 alkalommal viselte a címeres mezt, pályára lépett a  2002-es világbajnokságon és a 2004-es Európa-bajnokságon is. 2004-ben egy ideig ő volt a szbornaja csapatkapitánya.

## Magánélete
Szmertyin házas, libériai felesége és egy fia van. Miután a Fulham felbontotta szerződését és nem talált csapatot magának, úgy döntött, hogy politikusnak áll. 2009 márciusában Altai tartományban volt képviselő.
2015 júliusában a 2018-as világbajnoki selejtezők csoportbeosztásainak sorsolásánál segédkezett.
2017. február 21-én a világbajnokság előtti felkészülés jegyében rasszizmus és diszkrimináció ellenes ellenőrnek kérték fel.

## Sikerei, díjai
- Orosz kupagyőztes (1999)
- Francia ligakupa-győztes (2002)
- Angol ligakupa-győztes (2005)
- Angol bajnok (2005)
- Community Shield-győztes (2005)
- Az év orosz labdarúgója a szövetség és a Sport-Express szavazásán (1999)